# The Terror (1920)
The Terror is een Amerikaanse western uit 1920. De stomme film is verloren gegaan. De treinscènes werden gefilmd in de omgeving van Jamestown. Dit was de eerste film van vele waarbij de 19e-eeuwse stoomlocomotief Sierra No. 3 werd gebruikt. Francelia Billington leerde tijdens de opnamen Lester Cuneo, net als zij acteur, kennen en trouwde hetzelfde jaar nog met hem.
De film moest het vooral hebben van de vele stunts, en niet zozeer van het verhaal.

## Verhaal
Als U.S. deputy marshal Bat Carson (Tom Mix) naar Sonora wordt gestuurd om roofovervallen op goudzendingen van de nabijgelegen mijn te onderzoeken, wordt hij verliefd op de knappe Phyllis Harland (Francelia Billington). Al snel ontdekt hij dat Phyllis' broer Phil (Joseph Bennett) via zijn vriendin Fay LaCross (Lucille Younge) informatie lekt over de verzendingen. Toch blijkt hij niet het brein achter de overvallen te zijn: salooneigenaar Con Norton (Lester Cuneo) en sheriff Jim Canby (Charles K. French) zijn de echte daders. Als Bat Phil arresteert voor zijn rol in overvallen, gaat de door Norton afgewezen Fay ermee akkoord om tegen hem te getuigen in de rechtszaal. Op de dag dat de zaak zou dienen, ontvoert Norton Fay waarna Bat erachteraan gaat. Na een achtervolging weet hij haar te bevrijden en is hij net op tijd terug in de rechtszaal om Phil vrij te pleiten en Phyllis' hart te winnen.

## Rolverdeling

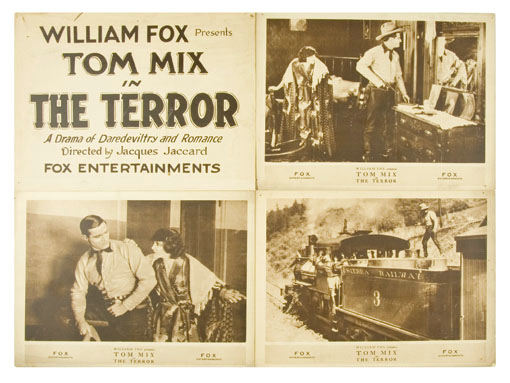
Advertentie voor de film

| Acteur               | Personage          |
| -------------------- | ------------------ |
| Tom Mix              | Bat Carson         |
| Francelia Billington | Phyllis Harland    |
| Lester Cuneo         | "Con" Norton       |
| Charles K. French    | Sheriff Jim Canby  |
| Lucille Younge       | Fay LaCross        |
| Joseph Bennett       | Phil Harland       |
| Wilbur Higby         | John D. Sutherland |